# Stetyczów
Stetyczów (biał. Стытычава; ros. Стытычево) – wieś na Białorusi, w obwodzie brzeskim, w rejonie pińskim, w sielsowiecie Pleszczyce, nad Prypecią i przy skrzyżowaniu dróg republikańskich R6 i R147.

## Historia
Dawniej wieś i folwark. W XVI w. z rozkazu królowej Polski Bony Sforzy, właścicielki dóbr, w skład których wchodził także Stetyczów, przekopano kanał z Pińska do Stetyczowa.
W dwudziestoleciu międzywojennym leżał w Polsce, w województwie poleskim, w powiecie pińskim, w gminie Chojno. Po II wojnie światowej w granicach Związku Sowieckiego. Od 1991 w niepodległej Białorusi.